# Kaskeluoktlidens naturreservat
Kaskeluoktlidens naturreservat är ett naturreservat i Storumans kommun i Västerbottens län.
Området är naturskyddat sedan 2024 och är 1 501 hektar stort. Reservatet ligger nordväst om Storuman och består av gammelgranar och bäckmiljöer samt mindre våtmarker och Volvosjön.